# سرچشمه (مرزن آباد)
سرچشمه، روستایی است از توابع دهستان کوهستان بخش مرزن‌آباد شهرستان چالوس در استان مازندران ایران.

## جمعیت
این روستا در دهستان کوهستان (چالوس) قرار دارد و براساس سرشماری مرکز آمار ایران در سال ۱۳۹۰، جمعیت آن ۹ نفر (۴ خانوار) بوده‌است.